# Pimpla lignicola
Pimpla lignicola är en stekelart som beskrevs av Julius Theodor Christian Ratzeburg 1852. Pimpla lignicola ingår i släktet Pimpla och familjen brokparasitsteklar. Inga underarter finns listade i Catalogue of Life.